# Liste von Luftfahrt-Zwischenfällen und Abschüssen von Luftfahrzeugen im Afghanistankrieg
In diesem Artikel werden Abstürze, Abschüsse und ähnliche Zwischenfälle mit Luftfahrzeugen im Krieg in Afghanistan seit 2001 aufgeführt.

## Liste

### 2001
- 19. Oktober: Eine UH-60 Black Hawk stürzte auf der Dalbandin Air Base in Pakistan aufgrund eines Brownouts ab. Dabei wurden zwei US-Army-Ranger getötet.[1]
- 2. November: Eine MH-53 Pave Low stürzte während einer Kommandoaktion im Norden Afghanistans ab. Vier Verwundete.[2]
- 20. November: Ein MH-6J stürzte ab. Es gab vier Verletzte.[3]
- 6. Dezember: Eine UH-1N Huey stürzte auf der Kandahar Air Base ab. Zwei Marines wurden leicht verletzt.[4]
- 12. Dezember: Nach einem Einsatz über Afghanistan stürzte eine B-1 Lancer auf der Rückkehr rund 50 Kilometer nördlich von Diego Garcia ab. Die gesamte Besatzung konnte gerettet werden.[5]

### 2002
- 9. Januar: Eine Lockheed KC-130 stürzte in Pakistan ab, wobei sieben Marines starben. Als Grund wurde menschliches Versagen bei einer Nachtlandung angegeben.[6]
- 20. Januar: Eine CH-53E stürzte 65 Kilometer südlich der Bagram Air Base ab. Zwei Marines wurden getötet.[7]
- 28. Januar: Eine CH-47 Chinook stürzte im Osten Afghanistan aufgrund eines Brownouts ab. 16 Soldaten wurden verletzt.[8]
- 13. Februar: Eine MC-130P Shadow wurde im Osten Afghanistan in ansteigendes Gelände geflogen. Es gab keine Verluste.[9]
- 4. März: Zwei CH-47 Chinook wurden während der Operation Anaconda vom Boden aus angegriffen. Zwei Soldaten des ersten Hubschraubers wurden vom Feind erschossen. Die zweite CH-47 wurde bei einem Rettungsversuch abgeschossen, wobei vier weitere Soldaten starben.[10]
- 11. April: Eine AH-64 Apache stürzte nordöstlich von Kandahar ab. Die beiden Piloten wurden verletzt. Der Hubschrauber wurde an Ort und Stelle zerstört.[11]
- 12. Juni: Eine MC-130H Combat Talon stürzte im Osten Afghanistans ab, wobei drei von zehn Personen an Bord starben.[12]
- 13. August: Eine HH-60 Pave Hawk stürzte nach der Evakuierung eines verletzten Zivilisten in Urgan ab, wobei sechs Personen verletzt wurden.[13]
- 13. August: Eine AH-64 Apache stürzte rund 30 Kilometer südlich von Kabul ab. Die Besatzung überlebte.[14]
- 1. November: Zwei CH-47 Chinook kollidierten in Afghanistan. Eine von beiden stürzte ab, der andere konnte später repariert werden.[15]
- 19. Dezember: Eine F-16A Block 20 MLU rollte rund 500 Meter über die Landebahn in Bagram hinaus in ein Minenfeld. Der dänische Pilot überlebte.[14]
- 21. Dezember: Eine CH-53GS der Bundeswehr stürzte in Kabul ab, wobei sieben Soldaten und mehrere Zivilisten starben.[16]

### 2003
- 8. Januar: Ein US-Hubschrauber stürzte in Kunar ab, wobei fünf Amerikaner und zwei Afghanen getötet wurden.[17]
- 30. Januar: Eine UH-60 Black Hawk stürzte 11 Kilometer östlich von Bagram ab. Es gab vier Tote.[18]
- 23. März: Eine HH-60 Pave Hawk stürzte in der Provinz Ghazni ab, wobei zwei Afghanen und vier Amerikaner starben.[19]
- 23. April: Eine CH-47 Chinook (90-0217) macht im Gebiet Spin Boldak eine Bruchlandung. Die Besatzung überlebte.[20]
- 3. Juni: Eine AH-64 Apache (89-0258) stürzte in der Nähe von Urgun in der Provinz Paktika ab. Die Besatzung überlebte.[21]
- 23. November: Eine MH-53 Pave Low stürzte ab, kurz nachdem sie Bagram verlassen hatte, wobei vier Besatzungsmitglieder und ein Soldat getötet wurden.[22]
- 6. Dezember: Eine UH-1N Huey stürzte im Camp Rhino ab.[15][23]

### 2004
- 28. Juni: Die Besatzung einer AH-64D Apache überlebte eine Notlandung nördlich von Qalat mit leichten Verletzungen. Der Hubschrauber fing Feuer und wurde vollständig zerstört.[24]
- 12. August: Eine UH-60 Black Hawk stürzte in der Nähe von Khost in der Provinz Gurbuz ab, wobei ein Soldat starb und 14 weitere verletzt wurden. Die Ursache des Zwischenfalls war technisches Versagen.[25]
- 29. August: Eine niederländische AH-64D Apache, Bezeichnung Q-20, stürzte in der Nähe von Kabul ab, wobei ein Besatzungsmitglied verletzt wurde.[26]
- 20. Oktober: Eine HH-60 Pave Hawk (BuNo N87-26014) stürzte während einer Verletzten-Evakuierung (Med-Evac) ab. Es gab vier Verletzte.[27]
- 16. Dezember: Eine OH-58 Kiowa stürzte nördlich von Shindand, in der Provinz Herat, ab. Beide Piloten wurden verletzt.[28]

### 2005
- 6. April: Eine CH-47 Chinook kam in der Nähe von Ghazni in einen Sandsturm und stürzte ab. 15 US-Soldaten und 3 Zivilisten starben.[29]
- 22. Juni: Ein U-2 Aufklärungsflugzeug stürzte auf der Al Dhafra Air Base in den Vereinigten Arabischen Emiraten ab, nachdem es von einer Mission über Afghanistan zurückkam. Der Pilot starb.[30]
- 25. Juni: Eine C-130 der RAF fing nach der Landung in der Nähe von Laschkar Gah in Helmand Feuer. An Bord des Flugzeuges befand sich der neue britische Botschafter für Afghanistan. Es wurden keine Verletzten gemeldet.[31]
- 28. Juni: Eine CH-47 Chinook wurde in der Provinz Kunar abgeschossen, wobei alle 16 Personen an Bord starben. Laut US-Militär wurde der Hubschrauber bei einem Rettungseinsatz durch RPGs abgeschossen.[32][33]
- 27. Juli: Eine niederländische CH-47D Chinook (D-105) stürzte infolge eines Brownouts ab. Es gab keine Verletzten, der Hubschrauber wurde allerdings zerstört.[34]
- 29. Juli: Eine AH-64 Apache stürzte in nahe der Baghram Airbase ab. Die Besatzung überlebte.[35]
- 16. August: 17 spanische Soldaten starben als ihre Cougar AS532 in der Nähe von Herat abstürzte. Ein zweiter spanischer Hubschrauber musste notlanden, wobei 5 weitere Soldaten verwundet wurden. Der Absturz wurde als Unfall deklariert, obwohl Zeugen aussagten, dass sie beschossen worden waren.[36]
- 10. September: Eine Mi-17 der afghanischen Armee stürzte im Panjshir-Tal nach einer Gedenkfeier anlässlich des vierten Jahrestages der Ermordung des Rebellen-Kommandeurs Ahmad Schah Massoud ab. Zwei Passagiere an Bord des Hubschraubers wurden verletzt.[37]
- 25. September: Fünf US-Soldaten starben, als eine CH-47 Chinook in der Provinz Zabul abstürzte.[38]
- 7. Oktober: Eine MH-47E Chinook (BuNo 89-00160) des 160th Special Operations Aviation Regiment wurde durch einen Unfall zerstört. Es gab keine ernsthaften Verletzungen.[39]
- 14. Oktober: Eine Harrier GR7A der Royal Air Force wurde in Kandahar am Boden durch einen Raketenangriff zerstört und eine weitere beschädigt. Es gab keine Verletzten. Die beschädigte Harrier wurde auf dem Flugfeld repariert, die zerstörte wurde ersetzt.[40]
- 22. Oktober: Eine UH-60 Black Hawk stürzte in der Provinz Oruzgan ab. Drei Verletzte.[37]
- 31. Oktober: Eine niederländische CH-47D Chinook (D-104) machte eine Bruchlandung. Es gab einige Verwundete. Der Hubschrauber wurde von niederländischen Kräften zerstört, nachdem diese das Wrack ausgeschlachtet hatten.[34]
- 4. Dezember: Eine CH-47 Chinook (91-00269) wurde mit Handfeuerwaffen angegriffen, durch diese beschädigt und musste notlanden. Es gab zwei Verwundete. Der Hubschrauber brannte aus.[41]

### 2006
- 28. April: Eine AH-64 Apache stürzte nördlich von Qalat ab. Der Pilot überlebte leicht verletzt, wohingegen der Schütze (Daniel McConnell) seinen rechten Arm verlor.[42]
- 5. Mai: Eine CH-47 Chinook stürzte in den Bergen im Osten Afghanistans ab, wobei 10 US-Soldaten starben.[43]
- 24. Mai: Mit einer C-130 Hercules (XV206) der RAF kam es zu einer Bruchlandung, als sie auf einem Feldflugplatz außerhalb der Stadt Laschkar Gar landete. Alle Personen an Bord überlebten. Das Flugzeug brannte aus.[44]
- 11. Juni: Eine CH-47 Chinook (91-0497) musste in der Provinz Helmand notlanden. Truppen der Koalition zerstörten den Hubschrauber mit Hilfe eines Luftschlags.[45]
- 2. Juli: Eine AH-64 Apache stürzte außerhalb der Kandahar Air Base ab. Der Pilot (CW3 William Timothy Flanigan) starb. Der Schütze wurde verletzt.[46]
- 31. August: Eine niederländische F-16A Block 20 MLU stürzte in der Nähe von Ghazni ab, wobei der Pilot starb.[47]
- 2. September: Eine britische BAe Nimrod MR.2 stürzte in der Nähe von Kandahar ab. 14 Besatzungsmitglieder starben.[48]

### 2007
- 18. Februar: Ein MH-47 Chinook des 2-160th SOAR stürzte in der Provinz Zabul ab. Von den 22 US-Soldaten an Bord starben acht, 14 wurden verwundet.[49]
- 30. Mai: Eine CH-47 Chinook wurde im Sangin-Tal abgeschossen, wobei fünf Amerikaner, ein Brite und ein Kanadier starben. Als Absturzursache wurde Beschuss aus Handfeuerwaffen und RPGs angegeben, es gab allerdings Berichte, die vom Beschuss mit wärmesuchenden Raketen ausgingen.[50][51][52]
- 10. August: Eine CH-47 Chinook (83-24123) stieß am Boden der Bagram Air Base mit einer anderen CH-47D (84-24182) zusammen und wurde stark beschädigt. Es gab keine Toten. Der Hubschrauber wurde aufgegeben.[53]
- 21. August: Eine italienische Bell 212 musste eine Notlandung machen, wobei drei italienische Soldaten verwundet wurden.[54]
- 23. August: Eine C-130 Hercules der RAF wurde in der Nacht bei einer Bruchlandung schwer beschädigt und konnte nicht repariert werden. Britische Pioniere zerstörten das Wrack, um zu verhindern, dass es in feindliche Hände fiel. Es gab keine Verluste.[55]
- 25. September: Ein spanischer Eurocopter-AS332-SAR-Hubschrauber wurde bei einem MedEvac-Einsatz beschädigt. Infolge einer missglückten Landung wurden die Rotoren beschädigt. Der Hubschrauber wurde aufgegeben und an Ort und Stelle zerstört.[56]

- 10. Dezember: Eine Mi-17 der afghanischen Armee stürzte in dichtem Nebel 70 Kilometer südwestlich von Kabul ab. Drei Personen wurden tot aus dem Wrack geborgen.[57]

### 2008
- 5. Juni: Eine OH-58 Kiowa des 96th Aviation Support Battalion, 101st Combat Aviation Brigade, stürzte am Kandahar Army Airfield während eines Testfluges ab. 2 Soldaten starben.[58]
- 25. Juni: Ein Hubschrauber der Koalition stürzte in der Provinz Kunar ab, wobei zwei Soldaten an Bord leicht verletzt wurden.[59]
- 2. Juli: Eine UH-60 Black Hawk wurde durch RPGs und Handfeuerwaffen in der Provinz Logar abgeschossen. Es gab keine Verletzten. Das Wrack wurde später zerstört.[60]

- 4. September: Eine Apache AH.1 des British Army Air Corps stürzte kurz nach dem Start in der Provinz Helmand ab. Die beiden Besatzungsmitglieder blieben unverletzt.[61]
- 21. Oktober: Ein P-3 Orion-Aufklärungsflugzeug der United States Navy rollte über die Landebahn der Bagram Air Base hinaus. Das Flugzeug fing Feuer und wurde zerstört. Es gab einen Verletzten. Das Flugzeug gehörte zum PATWING 5 der Naval Air Station Brunswick und war in Afghanistan der CTF-57 zugeteilt.[62]
- 27. Oktober: Eine UH-60 Black Hawk wurde in der Provinz Wardak abgeschossen. Es gab keine Toten.[63] Die Taliban behaupteten, den Hubschrauber mit RPGs abgeschossen zu haben. Die zehn Soldaten wurden gerettet.

### 2009
- 15. Januar: Eine Mi-17 der afghanischen Armee stürzten im Distrikt Adraskan der Provinz Herat ab, wobei 13 Personen starben. Unter ihnen war auch der General Fazaludin Sayar, der Regionalkommandeur für den westlichen Teil Afghanistans. Als Absturzursache wurde von Seiten der Regierung schlechtes Wetter angegeben, wohingegen die Taliban angaben, sie hätten den Hubschrauber abgeschossen.[64]
- 16. Januar: Eine UH-60 Black Hawk stürzte am Stadtrand von Kabul ab. Es gab keine Toten.[65]
- 17. Januar: Eine CH-47 Chinook stürzte im Osten Afghanistans ab. Der Hubschrauber wurde mit Handfeuerwaffen beschossen. Ein US Soldat starb.[66]
- 14. Mai: Eine britische Harrier GR9 stürzte in Kandahar um 10:30 Ortszeit ab. Der Pilot erlitt vermutlich nur leicht Verletzungen.[67]
- 22. Mai: Eine AH-64 Apache stürzte in der Nähe der Stadt Tarin Kowt in der Provinz Uruzgan ab. Ein Besatzungsmitglied wurde getötet.[68]
- 7. Juli: Eine kanadische CH-146 Griffon stürzte in der Provinz Zabul ab, wobei drei Soldaten der Koalition getötet wurden.[69]
- 18. Juli: Eine F-15E Strike Eagle stürzte in Zentralafghanistan ab. Beide Besatzungsmitglieder starben.[70]
- 20. Juli: Ein GR4 Tornado der RAF stürzte auf der Kandahar Air Base während des Starts ab. Beide Piloten wurden verletzt.[71]
- 6. August: Eine polnische Mi-24V Hind musste auf dem Weg von Ghazni nach Kabul notlanden, nachdem sie beschossen worden war. Es gab keine Verletzten.[72]
- 20. August: Eine britische CH-47 Chinook (ZA709) wurde, im Gebiet Sangin der Provinz Helmand, abgeschossen. Die Besatzung überlebte.[73]
- 25. August: Eine F/A-18C Hornet fing auf der Kandahar Air Base Feuer und brannte aus.[74]
- 30. August: Eine CH-47 Chinook (ZA673) der RAF wurde im Gebiet Sangin in der Provinz Helmand bei einer Bruchlandung schwer beschädigt. Die 19 Personen an Bord wurden nicht verletzt.[75]
- 8. Oktober: Eine Antonow An-32 (354) der afghanischen Armee verunglückte bei einer harten Landung im Südwesten Afghanistans.[76]
- 13. Oktober: Eine C-12 Huron stürzte in der Provinz Nuristan ab. Die Überreste wurden erst am 19. Oktober gefunden. Die Besatzung, bestehend aus 3 Zivilangestellten, starb.[77][78]
- 17. Oktober: Eine Sikorsky UH-60 stürzte während der Suche nach der seit dem 13. Oktober vermissten C-12 Huron ab. Es gab keine Verletzten.[77]
- 26. Oktober: Zwei US Hubschrauber vom Typ UH-1N Twin Huey und AH-1W Super Cobra kollidierten im Süden Afghanistans in der Luft, wobei vier US Marines und zwei ISAF-Soldaten getötet wurden.[79][80]
- 26. Oktober: Eine MH-47G Chinook stürzte in der Provinz Badghis aufgrund schlechter Sichtverhältnisse während des Starts ab.[81][82] Dabei starben sieben US-Soldaten und drei DEA-Agenten. 14 Afghanen, 11 US-Soldaten und ein DEA-Agent wurden verletzt.[79][83]
- 3. Dezember: Eine polnische Mil Mi-24 wurde bei einer Notlandung auf dem Ghazni Airfield beschädigt. Es gab keine Schwerverletzten.[84]

### 2010
- 23. März: Eine türkische UH-60 Black Hawk hatte bei der Landung in Midan Shar, Wardak, technische Probleme. Der Hubschrauber kollidierte mit einem Hügel und kippte auf die Seite.[85]
- 28. März: Eine UH-60 Black Hawk stürzte in der Provinz Zabul ab. Insgesamt wurden 14 ISAF-Soldaten und afghanische Soldaten verletzt.[86]
- 31. März: Eine E-2 Hawkeye der US Navy von der Dwight D. Eisenhower stürzte nach einem Einsatz über Afghanistan ins arabische Meer. Drei Besatzungsmitglieder konnten gerettet werden, ein Besatzungsmitglied konnte nicht gerettet werden und wurde für tot erklärt.[87]
- 9. April: Eine CV-22 Osprey stürzte in der Nähe von Qalat, Provinz Zabul, ab, wobei drei US-Soldaten und ein Zivilangestellter der Regierung getötet wurden.[88] Es ist der erste Verlust eines Osprey im Kampfeinsatz.[89]
- 10. Mai: Eine MH-60 Black Hawk musste notlanden, nachdem sie in der Provinz Helmand beschossen wurde. Alle Besatzungsmitglieder konnten in die Basis zurückkehren. Der Hubschrauber wurde aufgegeben und von Verbänden der Koalition an Ort und Stelle zerstört.[90]
- 14. Mai: Mit einer UH-60 Black Hawk wurde eine Bruchlandung in der Provinz Kandahar gemacht, wobei mehrere Soldaten der afghanischen Armee und der Koalition verwundet wurden. Das Wrack wurde durch ISAF-Kräfte zerstört, um zu verhindern, dass es in feindliche Hände fällt.[91]
- 21. Mai: Eine britische Westland Sea King wurde im Gebiet Nad-e Ali, Provinz Helmand, von einer RPG getroffen und stürzte ab. Keine der fünf Personen an Bord wurden ernsthaft verletzt.[92]
- 9. Juni: Eine Sikorsky HH-60 Pave Hawk wurde in der Provinz Helmand abgeschossen, wobei fünf US-Soldaten starben.[93]
- 21. Juni: Eine UH-60 Blackhawk stürzte im Norden der Provinz Kandahar ab. Dabei wurden drei australische Kommandokräfte und ein US Soldat getötet. Des Weiteren wurden sieben Australier und ein Amerikaner verletzt.[94]
- 23. Juni: Mit einer Merlin Mk3 der RAF wurde in einer FOB im Gebiet Laschkar Gah, Provinz Helmand, eine Bruchlandung gemacht. Es gab keine Schwerverletzten, und der Vorfall wurde als nicht-feindlich deklariert.[95] Eine CH-53E des USMC wurde zum Rücktransport zum Camp Bastion benutzt.[96]
- 25. Juni: Mit einem ISAF-Hubschrauber kam es zu einer Bruchlandung in der Provinz Kunar. Als Grund wurden mechanische Probleme angegeben. Es wurde von keinen Verletzten berichtet.[97]
- 22. Juli: Eine AH-1W SuperCobra des USMC wurde in der Provinz Helmand abgeschossen, wobei Pilot und Schütze starben.[98][99]
- 26. Juli: Eine CH-47 Chinook stürzte im Gebiet Pul-e-Charkhi ab. Zwei Soldaten der NATO wurden getötet.[100]
- 31. Juli: Ein US Hubschrauber stürzte in der Provinz Kunar ab.[101]
- 5. August: Eine kanadische CH-47D Chinook wurde in der Provinz Kandahar abgeschossen. Das Wrack brannte aus. Es wurden acht Soldaten verwundet.[102]
- 10. August: Eine CH-47D Chinook der Royal Air Force stürzte in der Provinz Helmand ab. Daud Ahmadi, der Pressesprecher der Provinz, sagte dazu: „Der Hubschrauber stürzte aufgrund von technischen Problemen im Bezirk Gereschk um 04:00 Uhr Ortszeit ab, wobei ein Soldat verletzt wurde“. Laut der NATO wurden alle vier Personen an Bord „gesund und munter“ gerettet.[103]
- 19. August: Acht Soldaten der NATO wurden verletzt, als ihr Hubschrauber im Süden Afghanistans abstürzte.[104]
- 21. September: Eine UH-60 Blackhawk stürzte in der Provinz Zabul ab, wobei neun Soldaten starben.[105]
- 3. November: Eine französische Gazelle Viviane stürzte in der Provinz Nijrab ab. Beide Piloten blieben unverletzt.[106]
- 28. November: Eine Dassault Rafale der französischen Marine stürzte in Pakistan ab. Das Flugzeug operierte vom Flugzeugträger Charles de Gaulle aus, welcher die Operationen der NATO in Afghanistan unterstützte. Der Pilot konnte mit dem Schleudersitz aussteigen und überlebte.[107]

### 2011
- 26. Januar: Mit einer polnischen Mi-24V Hind kam es aufgrund von mechanischen Problemen nach dem Start in der Provinz Ghazni zu einer Bruchlandung.[108]
- 4. Februar: Ein Eurocopter Tiger der französischen Armee stürzte im Bezirk Lateh Band ab.[109]
- 23. April: Eine OH-58 Kiowa stürzte in der Provinz Kapisa ab. Der Pilot kam ums Leben, der Kopilot wurde verletzt. Nach offizieller Darstellung hatte der Hubschrauber ein Kabel gestreift, die Taliban beanspruchen jedoch den Abschluss für sich.[110]
- 2. Mai: Eine Sikorsky MH-60, umgebaut, um unbemerkt in feindliches Territorium einzudringen, stürzte in Abbottabad, Pakistan, ab. Der Hubschrauber hatte Truppen der United States Naval Special Warfare Development Group zum Anwesen Osama Bin Ladens geflogen. Der Hubschrauber wurde am Ende der Operation zerstört, um die geheime Ausrüstung zu schützen. Die Überreste des Wracks wurden einige Wochen später von Pakistan an die USA übergeben.[111]
- 11. Mai: Eine Mi-17 der afghanischen Nationalarmee stürzte in der Provinz Nuristan ab, wobei neun Soldaten verletzt wurden. Unfallursache war die Kollision mit einem Baum.[112]
- 15. Mai: Eine kanadische CH-47D Chinook kippte bei der Landung auf die Seite. Vier kanadische Soldaten wurden verletzt. Der Unfall passierte während eines Nachteinsatzes am Horn von Panjwaii.[113]
- 24. Mai: Eine französische Dassault Mirage 2000D stürzte 100 Kilometer westlich von Farah ab. Beide Besatzungsmitglieder wurden gerettet.[114]
- 24. Mai: Ein NATO-Hubschrauber stürzte im Westen Afghanistans ab. Es gab keine Berichte von Verwundeten.[115]

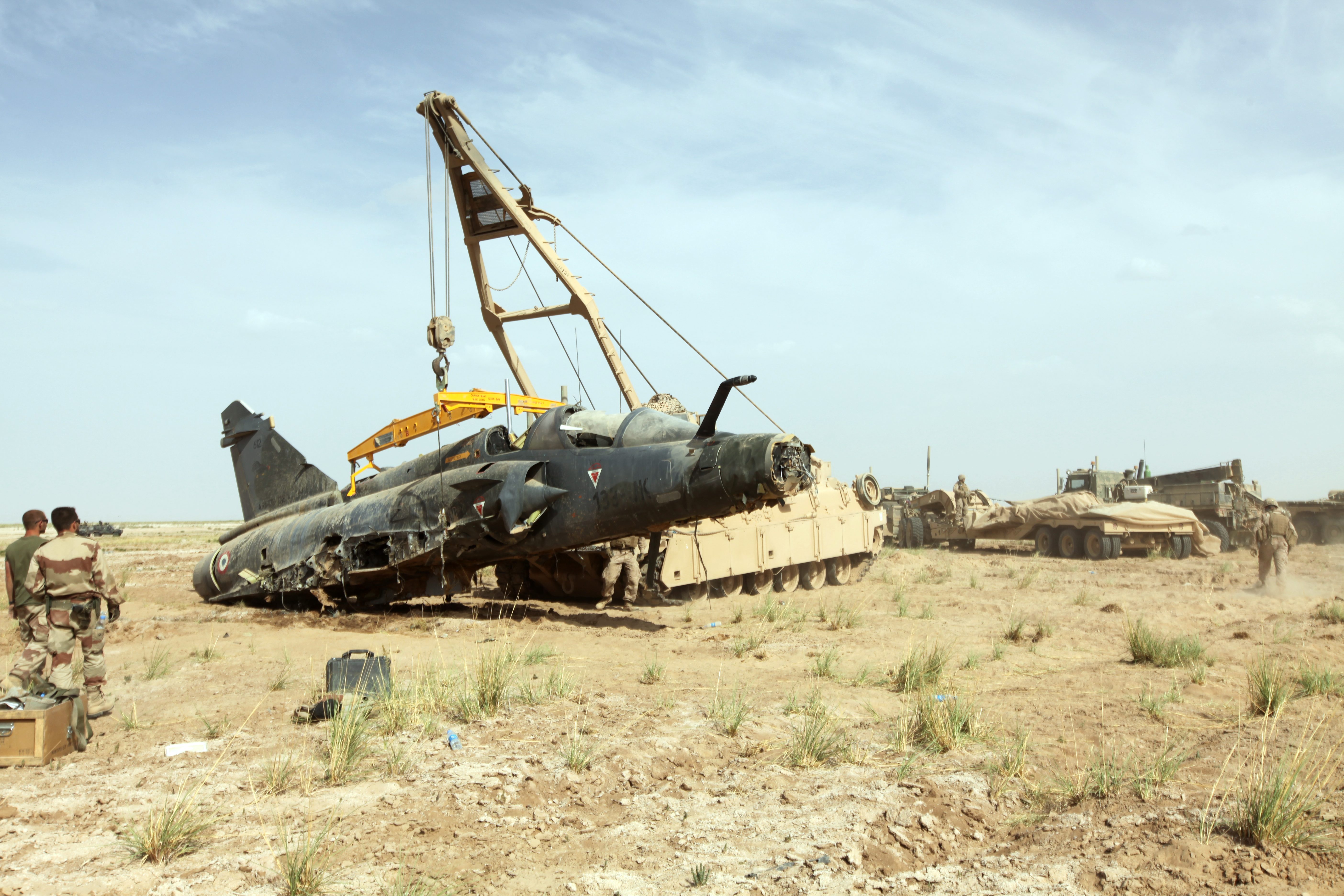
Ein M88 Recovery Vehicle hebt die abgestürzte Dassault Mirage 2000D.

- 26. Mai: Eine AH-64 Apache stürzte in der Provinz Paktika ab. Ein Besatzungsmitglied starb.[116]
- 30. Mai: Eine CH-47D Chinook der Australian Army stürzte in der Provinz Zabul 90 Kilometer östlich von Tarin Kowt ab. Der Hubschrauber fing Feuer. Eine Person an Bord starb, fünf weitere wurden leicht verletzt.[117]
- 5. Juni: Eine OH-58 Kiowa stürzte im Bezirk Sabari in der Provinz Khost ab. Die Taliban gaben an, den Hubschrauber abgeschossen zu haben. Zwei Soldaten starben.[118]
- 10. Juni: Eine Aérospatiale SA 341/342 Gazelle stürzte rund 20 Kilometer nördlich von Bagram ab. Als Grund wurde das schlechte Wetter angegeben. Ein Soldat starb, einer wurde schwer verletzt.[119]
- 15. Juni: Eine Mi-17 der afghanischen Armee stürzte in der Provinz Kunar ab, wobei sechs Personen verletzt wurden.[120]
- 24. Juni: Mit einem NATO-Hubschrauber kam es zu einer Bruchlandung in Helmand.[121]
- 7. Juli: Ein NATO-Hubschrauber stürzte in Ostafghanistan ab. Es gab keine Berichte von Verletzten.[122]
- 25. Juli: Eine CH-47F Chinook wurde in der Nähe des Camp Nangalam in der Provinz Kunar mit RPGs abgeschossen. Zwei Soldaten der Koalition wurden verletzt.[123][124]
- 6. August: Eine CH-47 wurde in der Provinz Wardak mit einer RPG abgeschossen. Dabei wurden 38 Soldaten (7 Afghanen und 31 Amerikaner) getötet.[125]
- 8. August: Eine CH-47 stürzte in der Provinz Paktia ab. Es gab keine Verluste.[126]
- 28. September: Eine AH-1W SuperCobra stürzte in der Provinz Helmand während des Startvorgangs ab. Ein Angehöriger des USMC starb.[127][128]

### 2012
- 19. Januar: Eine CH-53 Sea Stallion der US-Army stürzte im südlichen Afghanistan ab. Sechs ISAF-Offiziere kamen ums Leben.[129]
- 6. Februar: Eine AH-64 Apache der US-Army stürzte ab, ohne dass es Verletzte gab. Ein Video des Vorfalls wurde 6 Wochen später im Internet veröffentlicht.[130]
- 16. März: Eine Sikorsky UH-60 Black Hawk der türkischen Armee stürzte in Kabul ab. Dabei wurden alle zwölf türkischen Soldaten, zwei afghanische Dolmetscher sowie drei Zivilisten am Boden getötet.[131]
- 19. April: Eine Sikorsky UH-60 Black Hawk-Hubschrauber der US-Army wurde in der Provinz Helmand abgeschossen. Mindestens vier US-Soldaten wurden tot aus dem Wrack des Hubschraubers geborgen.[132]
- 28. Mai: Eine Boeing Apache AH-64 der US Army stürzte während eines Routinefluges in der Provinz Wardak ab. Es wurden keine feindlichen Aktivitäten in diesem Gebiet aufgezeichnet. Beide Besatzungsmitglieder wurden bei dem Zwischenfall getötet.[133]
- 6. Juni: Eine OH-58 Kiowa der US Army stürzte in der Provinz Ghazni ab, wobei beide Soldaten in der Maschine ihr Leben verloren.[134]
- 21. Juni: In der Provinz Chost im Südosten Afghanistans stürzte ein Hubschrauber der US Army ab.[135]
- 16. August:  Eine Black-Hawk Sikorsky UH-60 der US Army ist bei einem Feuergefecht im Shah Wali Kot District in der Provinz Kandahar abgestürzt. Sieben amerikanische Soldaten und vier afghanische Staatsangehörige starben bei dem Absturz.[136]

18. Juli: Ein NATO-Hubschrauber stürzte im Westen Afghanistans ab, wobei zwei Soldaten, die in der von den USA geführten Militärkoalition dienten, verletzt wurden.
- 27. August: Ein CH-47 Chinook Hubschrauber landete zu hart in der östlichen Provinz Logar. Der zweimotorige Hubschrauber wurde schwer beschädigt, so dass die Besatzung ihn zerstörte, bevor sie vom Unfallort evakuiert wurde.
- 29. August:  Eine UH-1Y Bell UH-1Y Venom Hubschrauber der HMLA-369 (Marine Light Attack Helicopter Squadron 369) ist in der Provinz Helmand abgestürzt. Bei dem Unfall verloren zwei australische Soldaten ihr Leben.[138]
- 11. September: Drei Mitglieder der Afghanische Nationalarmee wurden getötet, nachdem ihr Hubschrauber von Munition getroffen wurde, die von der Bagram Air Base aus abgeschossen wurde.[139]
- 15. September: Eine C-130 Hercules[140] sowie sechs USMC VMA-211 AV-8B Harrier II Kampfjets wurden während eines Angriffs auf das Camp Bastion zerstört bzw. irreparabel beschädigt. Dies war der größte Flugzeugverlust der USA seit dem Vietnamkrieg.[141] Zwei Marines der VMA-211 verloren während des Angriffs ihr Leben.[139]
- 1. Oktober: In der Provinz Zabul, im südlichen Teil Afghanistans, stürzte ein CH-47 Chinook-Helikopter der US Army ab. Die ISAF schließt eine Fremdeinwirkung seitens der Taliban aus.[142]

### 2013
- 7. Februar: Eine OH-58 Kiowa Hubschrauber der US Army stürzte im Osten Afghanistans ab, es wurde jedoch kein Besatzungsmitglied ernsthaft verletzt.[143]
- 11. März: Eine Sikorsky UH-60 Black Hawk-Hubschrauber der US Army stürzte im Daman-Distrikt in der Provinz Kandahar ab. Bei dem Absturz kamen 5 amerikanische Soldaten ums Leben.[144]
- 16. März: Eine OH-58 Kiowa Hubschrauber der US Army stürzte im Daman-Distrikt in der Provinz Kandahar ab. Ein US-Soldat verstarb, während ein anderer verletzt wurde.[145]
- 3. April: Ein F-16-Kampfflugzeug der US Army stürzte nahe der Bagram Air Base in der Provinz Parwan im östlichen Teil Afghanistans ab. Der Pilot der Maschine verstarb.[146]
- 9. April: Ein US-Hubschrauber des Typs Boeing AH-64 Apache stürzte im Bezirk Pachir Agam in der Provinz Nangarhar im Osten Afghanistans ab. Zwei US-Soldaten verloren ihr Leben.[147]
- 27. April: Ein USAF MC-12 Liberty-Flugzeug der US Army stürzte im Shahjoi Distrikt, in der Provinz Zabul, ungefähr 177 Kilometer (110 Meilen) nordöstlich des Kandahar Flughafens ab. Vier Soldaten der NATO starben.[148]
- 3. Mai: Ein Boeing KC-135 Stratotanker der US Army stürzte kurz nach dem Start in Kirgisistan ab. Alle drei Besatzungsmitglieder starben.[149]
- 19. Mai: Eine C-130J Super Hercules der US Army wurde stark beschädigt, als sie aus Kandahar von einem medizinischen Evakuierungseinsatz zurückkehrte. Die rechte Tragfläche sowie ein Triebwerk schlugen auf der Landebahn auf und wurden stark beschädigt.[150]
- 11. Juni: Ein Hubschrauber der International Security Assistance Force (ISAF) unter Führung der NATO musste in der südlichen Provinz Kandahar notgelandet werden.[151]
- 17. Dezember: Sechs US-Soldaten wurden getötet, als ihre UH-60 Black Hawk im Süden Afghanistans (nahe der Provinz Zabul) abstürzte. Dies wurde von Mitarbeitern der US Army sowie Verantwortlichen innerhalb der NATO bestätigt. Eine Person, welche sich an Bord des Hubschraubers befand, konnte lebend geborgen werden.[152]

### 2014
- 10. Januar: Zwei US-Soldaten sowie ein weiterer Insasse starben, als sie mit ihrer Maschine, einer RC-12 Guardrail, nahe der Bagram Air Base abstürzten.
- 26. April: Fünf NATO-Soldaten wurden getötet, als ein britischer Hubschrauber  im Süden Afghanistans abstürzte. Diese Zahlen wurden von den NATO-geführten Koalitionstruppen und dem britischen Verteidigungsministerium bestätigt.[153]
- 28. Mai: Ein ISAF Crewmitglied starb am 28. Mai 2014 bei einem Black-Hawk Absturz im südlichen Afghanistan. Die Crew verlor die Kontrolle über den Hubschrauber, als dieser auf einen Mobilfunkturm im Bezirk Marouf in der Provinz Kandahar traf. Dreizehn weitere Besatzungsmitglieder wurden verletzt.[153]
- 9. Juni: Ein Hubschrauber der NATO stürzte im Bezirk Pachir Wagam in der Provinz Nangarhar ab, wobei zwei amerikanische Soldaten ihr Leben verloren.

### 2015
- 2. Oktober: Eine C-130J der Dyess Air Force Base, stationiert in der Bagram Air Base, stürzte unmittelbar nach dem Start auf dem Jalalabad Airfield ab, wobei alle 11 Besatzungsmitglieder starben. Zudem verloren zwei Personen am Boden ihr Leben.[154]
- 11. Oktober: Ein Westland Puma HC Mk 2 Hubschrauber stürzte ab, als die Piloten versuchten, im NATO Resolute Support HQ in Kabul zu landen, wobei 5 der 10 Personen an Bord starben. Unter den Opfern befanden sich zwei britische und zwei US-Soldaten sowie ein mitreisender französischer Zivilist.[155]

### 2016
- 29. März: Ein F-16-Kampfflugzeug stürzte nahe der Bagram Air Base ab. Der Pilot konnte die Maschine rechtzeitig verlassen.[156]

### 2017
- 27. Oktober: Ein MH-47G Chinook-Hubschrauber stürzte nahe der Provinz Lugar ab. Der Pilot überlebte den Absturz nicht.[157]

### 2018
- 30. Oktober: Ein Hubschrauber der afghanischen Armee stürzte in der Farah-Provinz ab. Bei dem Zwischenfall kam, neben anderen, ein hochrangiger afghanischer Kommandant ums Leben.[158]

### 2019
- 25. Mai: Ein CH-47F Chinook-Hubschrauber stürzte in der Helmand-Provinz ab. Mehrere Personen wurden bei dem Zwischenfall verletzt.[159]
- 15. Oktober: Ein Hubschrauber des Typs Mil Mi-17 der Afghanischen Armee stürzte aufgrund technischer Defekte am Stadtrand von Mazar-i-Sharif ab. Mindestens 7 afghanische Militärangehörige kamen bei dem Unfall ums Leben.[160]
- 20. November: Ein US-Hubschrauber vom Typ Boeing AH-64D Apache stürzte in der Provinz Lugar in Ost-Afghanistan ab, wobei erste Berichte erwähnten, dass der Rotor des Hubschraubers einen Bergrücken streifte, was feindliches Feuer ausschließen würde. Beide Besatzungsmitglieder starben bei dem Absturz.[161] Die Taliban behaupteten, sie hätten ihn abgeschossen, erwähnten jedoch einen anderen Typ, weshalb die USA die Behauptungen der Taliban zurückwiesen.[162][163]

## Zivile Verluste
- 22. Februar 2004: Eine AB-212 stürzte 65 Kilometer südwestlich von Kandahar ab, nachdem sie unter Feuer geraten war. Der Pilot wurde getötet. Der Hubschrauber gehörte der Pacific Helicopters (Australia).[164]
- 27. November 2004: Eine CASA C-212 der US-amerikanischen Presidential Airways (N960BW), geleast durch das US-Verteidigungsministerium, um amerikanische Truppen zu versorgen, stürzte auf dem Berg Baba ab. Alle sechs Besatzungsmitglieder wurden getötet.[165]
- 30. Dezember 2004: Eine moldawische Il-76 der Airline Transport stürzte am Flughafen Kabul ab.[166]
- 25. April 2005: Eine Antonow An-12 der kasachischen ATMA Airlines (UN-11003) verfehlte die Landebahn am Flughafen Kabul. Fünf der sechs Besatzungsmitglieder wurden leicht verletzt. Das Flugzeug wurde aufgegeben.[167]
- 11. November 2005: Eine georgische Il-76 der Global Georgian Airways, geleast von der pakistanischen Royal Airlines Cargo, stürzte in der Nähe von Khak-e-Shahidan rund 30 Kilometer nordwestlich von Kabul ab, als sie Kommunikationsausrüstung für Soldaten der Koalition transportierte. Alle acht Besatzungsmitglieder starben.[168]
- 24. April 2006: Eine An-26, geleast durch das Außenministerium der Vereinigten Staaten zum Transport von DEA-Agenten, verunglückte am Bost Airport in Laschkar Gah. Die beiden ukrainischen Piloten und zwei Mädchen am Boden wurden getötet. Der Pilot hatte versucht, bei der Landung einem LKW auszuweichen.[169]
- 27. Juli 2006: Eine Mi-8 stürzte auf dem Weg von Chost nach Kabul ab. Alle 16 Passagiere an Bord, unter ihnen auch zwei niederländische Soldaten, starben.[170]
- 3. Dezember 2006: Eine Mi-16, benutzt durch die US-Sicherheitsfirma Dyncorp, stürzte unter dem Verlust der Leben von acht Russen ab. Der Hubschrauber gehörte der Vertikal-T (Russland).[171]
- 14. Februar 2008: Eine kasachische Il-76 der Asia Continental Airlines (UN-76020) wurde auf dem Kandahar Airport irreparabel beschädigt.[172]
- 14. Juli 2009: Eine Mi-16 der Pectox-Air wurde abgeschossen, wobei die sechs ukrainischen Besatzungsmitglieder getötet wurden.[173]
- 19. Juli 2009: Eine Mi-8 stürzte auf der Kandahar Air Base ab, wobei 16 Personen getötet und fünf verletzt wurden. Der Hubschrauber gehörte der russischen Firma Vertikal-T.[174]
- 23. November 2009: Eine Mi-8 stürzte in der Provinz Lugar ab. Drei Ukrainer wurden getötet. Der Hubschrauber gehörte der Air Freight Aviation (UAE).[175]
- 1. März 2010: Ein Airbus A300 der DHL von ACT Airlines geleast, verfehlte bei der Landung die Landebahn der Bagram Airbase. Das Flugzeug wurde aufgegeben.[176]
- 25. April 2010: Eine Bell 214 musste in der Provinz Farah aufgrund von technischen Problemen notlanden. Es gab keine Verletzten. Der Hubschrauber wurde aufgegeben.[177]
- 2. Mai 2010: Ein von der NATO gecharterter ziviler Hubschrauber vom Typ Mi-8 (EX-40008) meldete technische Probleme und stürzte beim Versuch einer Notlandung auf der Forward Operating Base Kalagush (Nuristan) ab. Alle Besatzungsmitglieder konnten gerettet werden, Passagiere waren nicht an Bord.[178]
- 30. Mai 2010: Eine Mi-8 machte eine Bruchlandung im Bezirk Jaji in der Provinz Paktia. Ein Zivilist am Boden wurde von Trümmern getötet. Drei Besatzungsmitglieder wurden leicht verletzt.[179]
- 4. Juni 2010: Eine Lockheed L-100 Hercules (geleast von Transafrik, Kennzeichen S9-BAT) wurde bei der Landung in der Sharana AB schwer beschädigt. Verletzt wurde niemand.[180]
- 28. Jul 2010: Mit einer Antonow An-12 kam es in der Provinz Helmand eine Bruchlandung. Es gab keine Verletzten. Das Flugzeug wurde zerstört.[181]
- 12. Oktober 2010: Eine Lockheed L-100 Hercules (geleast von Transafrik, Kennzeichen 5X-TUC) flog in der Nähe von Kabul in einen Berg. Alle acht Besatzungsmitglieder (sechs Filipinos, ein Inder und ein Kenianer) wurden getötet.[182]
- 6. Juli 2011: Eine Il-76 wurde zerstört, als sie in der Nähe von Bagram in einen Berg flog.[183]
- 29. April 2013: Ein Frachtflugzeug des Typs Boeing 747-428BCF der US-amerikanischen National Airlines (N949CA) stürzte aufgrund falscher Beladung kurz nach dem Start von der Bagram Air Base ab. Alle sieben Besatzungsmitglieder kamen dabei ums Leben (siehe auch National-Airlines-Flug 102).[184]